# Alucita compsoxantha
Alucita compsoxantha là một loài bướm đêm thuộc họ Alucitidae. Loài này có ở Zimbabwe.